# Marco Polo (kráter)

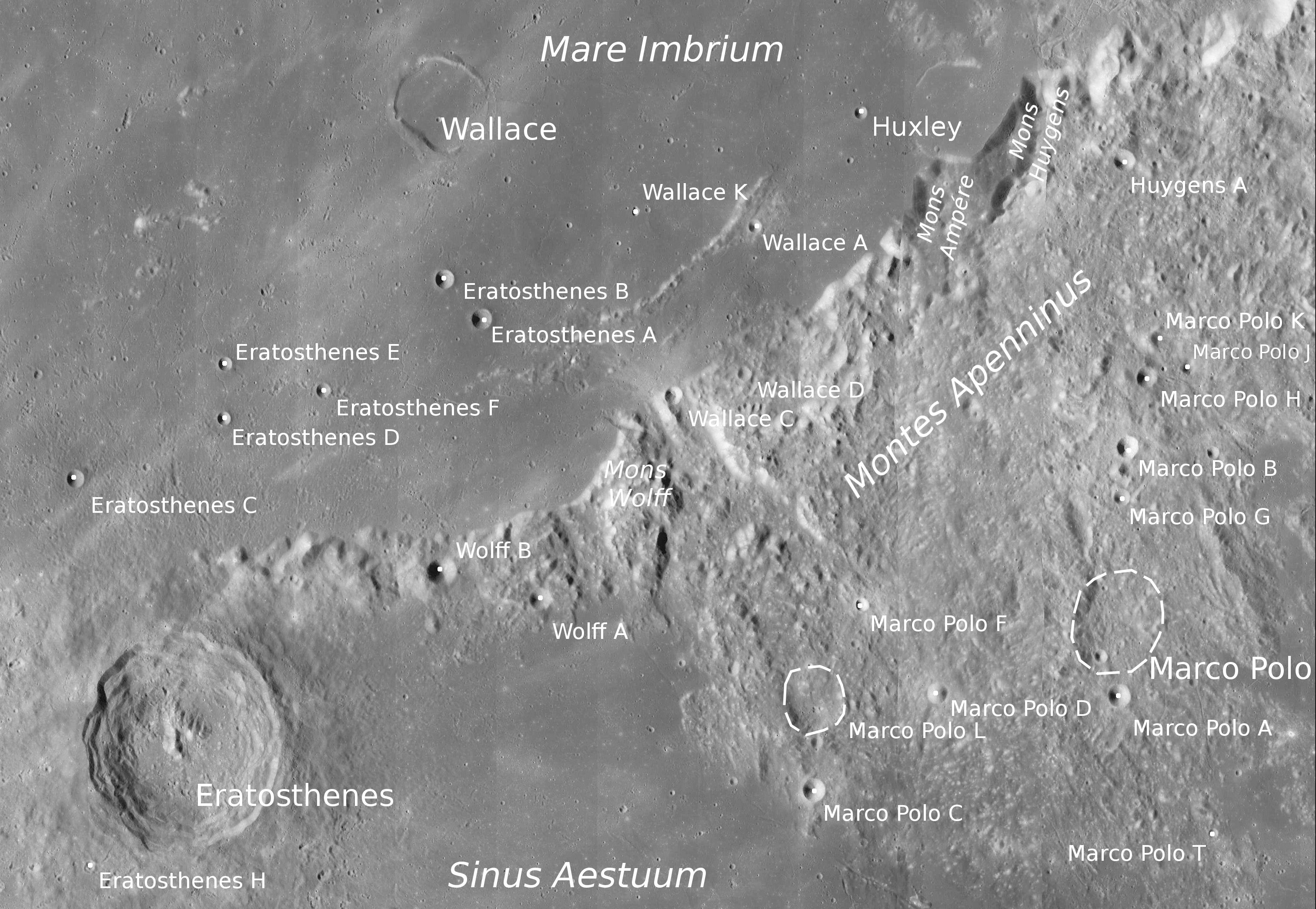
Kráter Marco Polo a okolí.

Marco Polo je starý lunární kráter nacházející se nedaleko jižního úpatí pohoří Montes Apenninus (Apeniny) poblíž severozápadního okraje Mare Vaporum (Moře par) a nultého poledníku na přivrácené straně Měsíce. Je protáhlého tvaru o rozměrech 28×21 km, pojmenován je podle benátského kupce a cestovatele Marca Pola. Má velmi rozrušený okrajový val, který na jihu již téměř neexistuje.
Severně se z terénu zvedá pohoří Montes Apenninus (Apeniny).

## Satelitní krátery
V okolí kráteru se nachází několik menších kráterů. Ty byly označeny podle zavedených zvyklostí jménem hlavního kráteru a velkým písmenem abecedy.
| Marco Polo | Sel. šířka | Sel. délka | Průměr |
| ---------- | ---------- | ---------- | ------ |
| A          | 14.9° S    | 2.0° Z     | 7 km   |
| B          | 17.2° S    | 1.9° Z     | 7 km   |
| C          | 14.0° S    | 5.0° Z     | 7 km   |
| D          | 15.0° S    | 3.7° Z     | 6 km   |
| F          | 15.7° S    | 4.5° Z     | 4 km   |
| G          | 16.7° S    | 1.9° Z     | 5 km   |
| H          | 17.8° S    | 1.7° Z     | 6 km   |
| J          | 17.9° S    | 1.2° Z     | 5 km   |
| K          | 18.2° S    | 1.4° Z     | 10 km  |
| L          | 14.8° S    | 5.0° Z     | 19 km  |
| M          | 17.6° S    | 1.1° Z     | 37 km  |
| P          | 16.9° S    | 0.2° Z     | 31 km  |
| S          | 17.8° S    | 0.0° V     | 21 km  |
| T          | 13.6° S    | 1.0° Z     | 3 km   |